# Termómetro digital

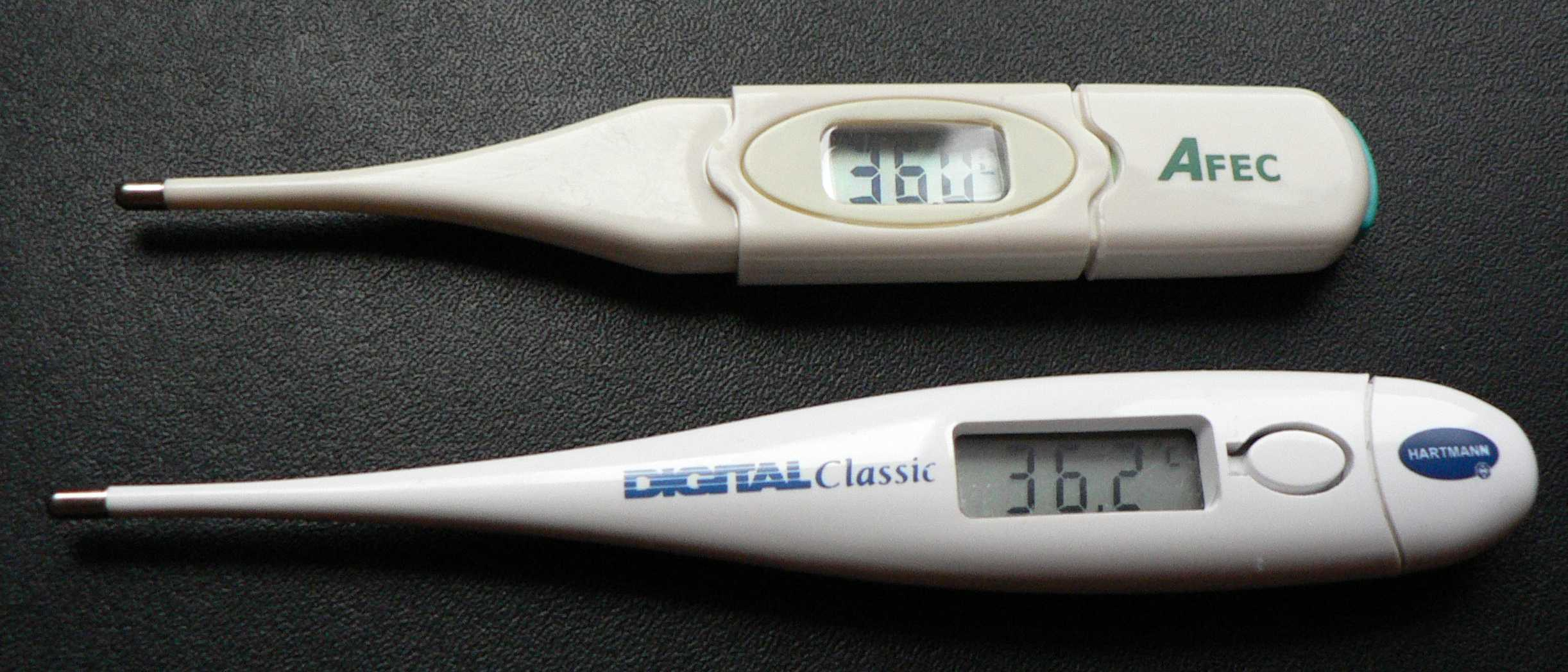
Termómetros digitales.

Los termómetros digitales son aquellos que, valiéndose de dispositivos transductores, utilizan un juego de circuitos electrónicos para convertir en números las pequeñas variaciones de tensión obtenidas, mostrando finalmente la temperatura en un visualizador.

## Características
Los termómetros digitales son instrumentos que tienen la capacidad de medir radio. 
El termistor es un dispositivo que varía su resistencia eléctrica en función de la temperatura. Algunos termómetros hacen uso de circuitos integrados que contienen un termistor, como el LM35, el cual puede configurarse a través de un microcontrolador y un circuito amplificador para funcionar en las escalas Celsius o Fahrenheit. Estos circuitos pueden consultarse en las hojas de datos de cada integrado. No se garantiza el correcto funcionamiento de la graduación de la escala a condiciones ambientales diferentes de las especificadas por el fabricante para el funcionamiento de los componentes electrónicos.

## Funcionamiento
Las pequeñas variaciones entregadas por el transductor de temperatura deben ser acopladas para su posterior procesamiento. Puede utilizarse algún convertidor análogo-digital, para convertir el valor de voltaje a un número binario. En este caso será necesario adaptar las variaciones del transductor a la sensibilidad del ADC.
Posteriormente se deberá acoplar a una etapa de multiplexado con la cual pueda desplegarse la temperatura en algún display.